# Сузанаполис
Сузанаполис (порт. Suzanápolis)  —  муниципалитет в Бразилии, входит в штат Сан-Паулу. Составная часть мезорегиона Арасатуба. Входит в экономико-статистический  микрорегион Андрадина. Население составляет 2903 человека на 2006 год. Занимает площадь 327,889 км². Плотность населения — 8,9 чел./км².

## История
Город основан в 1960 году.

## Статистика
- Валовой внутренний продукт на 2003 составляет 46.033.750,00 реалов (данные: Бразильский институт географии и статистики).
- Валовой внутренний продукт на душу населения на 2003 составляет 16.146,53 реалов (данные: Бразильский институт географии и статистики).
- Индекс развития человеческого потенциала на 2000 составляет 0,743 (данные: Программа развития ООН).